# Allée France-Gall
L'allée France-Gall est une voie du 8e arrondissement de Paris.

## Situation et accès
L'allée France-Gall est une voie publique située dans le 8e arrondissement de Paris située dans le parc Monceau. 

## Origine du nom
Elle porte le nom de France Gall (1947-2018), chanteuse française.